# Vol Avianca 410
Le 17 mars 1988, le vol Avianca 410, un vol intérieur régulier assuré par un Boeing 727 d'Avianca, parti de l'Aéroport international Camilo Daza de Cúcuta et devant atterrir à l'aéroport international Rafael Núñez de Carthagène des Indes, en Colombie, s'est écrasé sur le versant d'une montagne, située près de Cúcuta, dans le département de Norte de Santander, peu après son décollage.
Sur les 136 passagers et 7 membres d'équipage présents à bord, il n'y eut aucun survivant. Il s'agit, à l'époque, de l'accident aérien le plus meurtrier survenu en Colombie. 

## Avion

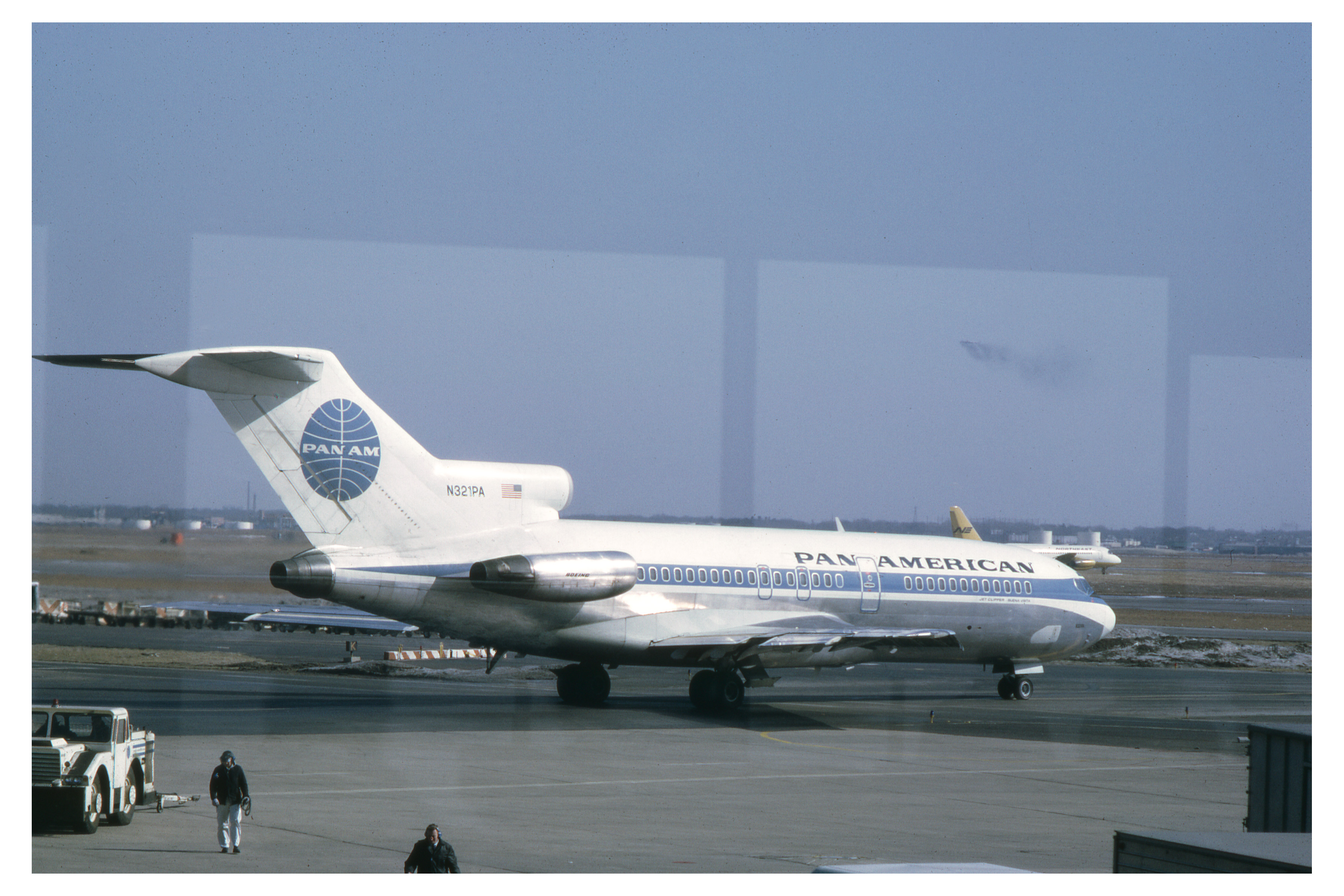
L'appareil impliqué dans l'accident (N321PA), alors en service pour la Pan Am, photographié en 1968.

L'appareil impliqué dans l'accident était un Boeing 727-21 construit en 1966, immatriculé HK-1716 (numéro de série 18999/240) et exploité par Avianca, la compagnie aérienne nationale de Colombie. Il était propulsé par trois moteurs Pratt & Whitney JT8D-7A.
Cet avion de ligne moyen-courrier avait déjà opéré pour le compte de la Pan American World Airways (Pan Am) (immatriculé N321PA et nommé Clipper Koln-Bonn) ; il a ensuite été vendu le 20 septembre 1974 à Avianca. Il comptait 43 848 heures de vol au moment de l'accident.

## Accident
Le vol 410 a décollé depuis la piste 33 de l'aéroport international Camilo Daza de Cúcuta vers 13 h 17, à destination de Carthagène des Indes. On n'a pas eu d'autres informations de l'avion jusqu'à ce que des témoins au sol affirment avoir vu un 727 voler à trop basse altitude. 
L'appareil a ensuite heurté des arbres puis, à 13 h 18, il a heurté le flanc de la montagne de plein fouet. Le 727 s'est brisé en deux et s'est désintégré lorsque le carburant a explosé ; les restes ont été dispersés dans un rayon de 60 m autour du point d'impact. Il n'y a eu aucun survivant parmi les 143 passagers et membres d'équipage.
Les équipes de secours se sont précipitées sur le lieu du crash, qui était impossible à atteindre en raison de la tombée de la nuit et de la faible visibilité qui en résultait. Les habitants de la région ont fourni de la lumière et ont aidé les sauveteurs à atteindre le sommet de la montagne, où se trouvait le reste de l'épave. 
Le lendemain, les corps des victimes ont été transportés à Cúcuta pour être identifiés par les membres de leur famille.

## Enquête
La cause du crash semble être un impact sans perte de contrôle (Controlled Flight Into Terrain), survenu à une altitude de 6 200 pieds. L'enquête a révélé plusieurs causes probables, notamment la présence dans le cockpit d'un pilote ne faisant pas partie de l'équipage et qui aurait pu distraire celui-ci ou le manque de gestion des ressources de l'équipage (CRM) entre le pilote et le copilote.

## Conséquences
Le crash du vol 410 fut la catastrophe aérienne le plus meurtrière survenu en Colombie jusqu'au 20 décembre 1995, date à laquelle le vol American Airlines 965 s'écrasa contre une montagne près de Buga, dans le Valle del Cauca, tuant 159 des 163 personnes à bord. La cause de cet accident fut également attribuée à une erreur des pilotes.